# Вильяр, Хусто
Ху́сто Вилья́р (исп. Justo Wilmar Villar Viveros; род. 30 июня 1977, Серрито) — парагвайский футболист, выступавший на позиции вратаря. Участник чемпионатов мира 2002, 2006 и 2010 годов (четвертьфиналист турнира).
Участник Кубка Америки 1999, 2001 (оба раза не играл), 2004, 2007, 2011, 2015 и 2016 годов. Лучший вратарь Кубка Америки 2011 года (серебряный призёр турнира).

## Биография
Начал профессиональную карьеру в клубе «Соль де Америка» в 1996 году. В 1999 году впервые был приглашён в национальную сборную.
На Кубке Америки 1999 легенда парагвайского футбола Хосе Луис Чилаверт отказался выступить ссылаясь на то, что его страна не достаточно развита, не имеет права проводить турниры столь высокого уровня и должна вместо этого сосредоточиться на проблемах народа. Основным вратарём «альбирохи» стал Рикардо Таварелли, сыгравший все четыре матча турнира, включая четвертьфинал.
Ситуация повторилась в 2001 году — Чилаверт вновь не смог принять участие на Кубке Америки в Колумбии, а основным вратарём был более опытный Таварелли. Вильяр, к тому моменту перешедший в более сильный «Либертад», вновь довольствовался ролью запасного.
В 2002 году Чилаверт был вынужден пропустить из-за дисквалификации первый групповой матч чемпионата мира. Вновь Вильяр был в запасе у Таварелли, блестяще проводившего сезон в «Олимпии» (которая выиграла в том году Кубок Либертадорес), а с возвращением Чилаверта и вовсе довольствовался ролью третьего голкипера сборной, которая в итоге вышла в 1/8 финала турнира.
Ситуация для Хусто начала меняться после завершения Чилавертом карьеры в сборной — Таварелли к тому моменту уже не показывал прежнего уровня игры и Вильяр довольно скоро стал рассматриваться в качестве основного вратаря. Однако тренеры не до конца доверяли ему. В частности, на Кубке Америки 2004 к тому моменту двукратный чемпион Парагвая чередовал матчи за сборную с Диего Баррето, сыгравшим в первом и третьем матчах группового турнира против Коста-Рики (1:0) и Бразилии (2:1). Во втором же матче против Чили (1:1) Вильяр, наконец, дебютировал на Кубке Америки. Он же сыграл и в 1/4 финала против Уругвая (1:3).
В 2004 году Вильяр был приобретён аргентинским «Ньюэллс Олд Бойз» и сразу же проявил себя в этой команде просто блестяще — клуб из Росарио стал чемпионом Аргентины, выиграв Апертуру 2004. Сам Вильяр был признан лучшим вратарём чемпионата Аргентины и, уникальный случай для вратаря, был назван лучшим футболистом Парагвая по итогам года. Даже сам Чилаверт не смог достичь этого — хотя подобный приз был учреждён уже после его легендарных побед с «Велес Сарсфилд» в середине 1990-х, у «Чилы» в карьере были ещё 7 сезонов, когда он мог бы удостоиться такого признания, но не сумел этого сделать.
В 2006 году Вильяр ехал на Чемпионат мира в качестве твёрдого номера 1 в воротах сборной Парагвая. Однако Хусто получил травму уже после 7 минут дебютной игры против Англии и его заменил Альдо Бобадилья. Парагвай не сумел в третий раз подряд выйти из группы ЧМ. На Кубке Америки 2007 ситуация почти повторилась — после блестящей победы в первой игре над Колумбией (5:0) во втором матче турнира против США Вильяр получил травму и был заменён на 54-й минуте. Парагвай довёл матч до победы — 3:1. В следующем матче Аргентина обыграла парагвайцев с минимальным счётом. А в 1/4 финала Парагвай потерпел одно из самых унизительных поражений в своей истории от Мексики — 0:6. В обеих играх ворота защищал Бобадилья, чья карьера после этого постепенно пошла на спад.
С 2008 года Хусто Вильяр выступал за испанский «Вальядолид». После успешного Кубка Америки 2011 года, на котором Вильяр был признан лучшим вратарём, а сборная Парагвая дошла до финала, перешёл в аргентинский «Эстудиантес». Выступал в Аргентине два года, после чего вернулся на родину, где играл в Апертуре за «Насьональ».
С 2013 по 2017 год Вильяр защищал цвета чилийского «Коло-Коло». За это время он помог «индейцам» дважды выиграть чемпионат страны (Клаусуру 2014 и Апертуру 2015) и завоевать Кубок Чили в 2016 году. В июле 2017 года Хусто в видеообращении к болельщикам объявил о том, что покидает команду.
Последний год на профессиональном уровне Вильяр провёл в асунсьонском «Насьонале». 30 июля 2018 года Вильяр объявил о завершении 22-летней карьеры футболиста.

## Титулы и достижения
- Чемпион Парагвая (2): 2002, 2003
- Чемпион Аргентины (1): Ап. 2004
- Чемпион Чили (2): Ап. 2014, Ап. 2015
- Обладатель Кубка Чили (1): 2016
- Финалист Кубка Америки (1): 2011
- Футболист года в Парагвае: 2004
- Вратарь года в Аргентине: 2004
- Лучший иностранный спортсмен года в Чили: 2014, 2015
- Лучший вратарь Кубка Америки 2011